# James Adair (Musiker)
James Adair (* 21. September 1909 in Quincy, Vereinigte Staaten; † 6. Februar 1999 in Carmichael,  Kalifornien, Vereinigte Staaten) war ein Violinist, Dirigent, Hochschullehrer, Musikpädagoge und Komponist.

## Leben
James Adair besuchte das Konservatorium in Chicago mit einem Abschluss als Bachelor of Music im Instrumentalfach Violine. Das Studium am Konservatorium in Kansas City in Missouri beschloss er mit dem Grad eines Master of Music. Bei Sergei Alexandrowitsch Kussewizki studierte er Dirigieren. Nach seinem Studium war er ab 1933 fünfzehn Jahre lang bis 1947 Violinprofessor am Stephens College in Columbia in Missouri. Am College gründete und leitete er ein Streichorchester und das The Stephens College Little Symphony Orchestra. Das aus über 50 Musikern bestehende semi-professionelle Orchester setzte sich aus Studenten des College und 15 Musikern des Chicago Civic Orchestra zusammen. Von 1942 bis 1946 nahm er als Soldat am II. Weltkrieg teil.  1947 begann er ein Promotionsstudium  an der Eastman School of Music an der University of Rochester, welches er 1949 abschloss. Komposition studierte er bei Howard Hanson und belegte Kurse bei Darius Milhaud, Paul Hindemith und Leo Sowerby.
Im September 1949 kam James Adair als Assistant Professor der Musik an die California State University, Sacramento. Die Universität, damals Sacramento State College genannt, wurde 1947 gegründet. Die beiden Kollegen in der Fakultät für Musik waren Frederick Westphal (1916–2003) und Elizabeth May (1907–1988). Adair betreute Klassen in Kontrapunkt und Komposition und organisierte Chor und Orchester, einen Opernworkshop und Kurse in Music Listening [Musik hören]. In den folgenden Jahren dirigierte er das Orchester und die Little Symphony. Daneben leitete er das Kammermusikprogramm. In den letzten zehn Jahren bis um 1975 konzentrierte er sich vor allem auf Kontrapunkt, Komposition und Orchestrierung. An der CSUS war er Vorsitzender der Abteilung für Musik. Zu seinen Schülern zählen der Komponist Albert Gower (* 1935) und der Fagottist William Wood.
Seine musikalische Karriere begann er als Geiger. Er spielte von 1924 bis 1927 im Denver Symphony, von 1929 bis 1931 im St. Louis Symphony, Ende der 1930 im Chicago Little Symphony und von 1947 bis 1949 im Rochester Philharmonic. In vielen Konzerten trat er als Violinsolist in Erscheinung.
Zwischen 1939 und 1952 stand er in regem Briefkontakt mit Percy Grainger.

## Werke (Auswahl)
Die California State University, Sacramento besitzt in ihrer Bibliothek die James Adair Papers. Diese enthalten in 65 Boxen neben Konzertprogrammen, persönlichen Papieren und Briefen umfangreiches Notenmaterial. Darunter befinden sich Orchestermusik, Vokalmusik, Kammermusik, Musik für Soloinstrumente, Ballete und Tanzmusik, so wie Musik für diverse andere Besetzungen. Die Von James Adair gesammelten Papiere wurden 2002 der Universitätsbibliothek geschenkt. Wenn nicht anders angegeben finden sich folgende Werke in dieser Sammlung.

### Opern
James Adair schrieb dreizehn Opern, darunter mehrere Einakter.
- Jean-Marie, Radio Opera in einem Akt für Sopran und Orchester, Independent Music Publishers, New York, 1948. Nach dem gleichnamigen Schauspiel André Theuriet, uraufgeführt am 4. April 1951 vom Little Symphony of Sacramento State College im Sacramento Junior College Auditorium mit der Sopranistin Elizabeth Monk unter der Leitung des Komponisten.[10] OCLC 13911191
- Isolde and the shortshop, Comic Opera in one act, Libretto: Tom Baker, Independent Music Publishers, New York, 1948. OCLC 13911194
- The scarlet letter, eine Oper basierend auf dem Roman von Nathaniel Hawthorne, Libretto: Thomas K. Baker, Independent Music Publishers, New York, 1953. OCLC 13911178
- Father Carlo, Oper
- Riders to the Sea, Oper
- The Computer op. 79, Oper
- The Tinker’s wedding, Oper
- The Vactioners op. 80, Oper
- The Wondering Child, Oper für Sopran, Streichquartett und Gitarre op.77

#### Instrumentalkonzerte
- Concerto für Cello und Orchester a-moll op. 40
- Violinkonzert Nr. 1 a-moll op. 40
- Violinkonzert Nr. 2 op. 46
- Concerto da camera für Flöte, Harfe und Streicher op. 47, fertiggestellt am 29. April 1949 in Rochester OCLC 81667915
- Introduktion und Allegro für Cello und Orchester op. 48
- Concerto da camera für Flöte, Harfe und Streicher op. 49
- Violinkonzert Nr. 3 op. 55
- Präludium und Fuge für 24 Violinen op. 58
- Violakonzert op. 59
- Violakonzert op. 60
- Concerto Nr. 4 für Violine und Orchester op. 62
- Porträt für Violine und Kammerorchester op. 64
- Violinkonzert Nr. 5 op. 65
- Concerto Nr. 2 für Cello und Kammerorchester op. 67
- Klavierkonzert op. 68
- Klavierkonzert op. 69
- Gitarrenkonzert op. 70[2]Konzert für Saxophon und Streicher op. 76
- Concerto Nr. 6 für Violine und Orchester op. 78 Nr. 3
- Rhapsodie für Violine und Orchester op. 78 Nr. 4
- Concerto für Violine und Orchester Nr. 2 d- moll op. 2 OCLC 13911153
- Concerto Nr. 3 in E für Violine und Orchester, Independent Music Publishers, New York, 1955. OCLC 13911156
- Concerto für Viola and Orchester OCLC 13871104
- Concerto Nr. 1 für Viola und Orchester OCLC 124082891
- Concerto Nr. 2 für Viola und Orchester OCLC 124082891
- Trompetenkonzert

#### Sinfonien
- Sinfonie Nr. 1 op. 59 OCLC 13849961
- Sinfonie Nr. 3 op. 61 OCLC 14080230
- Sinfonie Nr. 4 op.74 OCLC 945229473
- Sinfonie für Streicher op. 75
- Sinfonie für Holzbläser op. 77
- Sinfonie für Streicher op. 78

### Klaviermusik
- Sonate für Klavier op. 71
- Children's Suite [Kindersuite] für Piano op. 80
- Sonate für Klavier zu vier Händen op. 86

- The run-around waltz : "Four hands at one piano" OCLC 13828189

### Kammermusik und andere Besetzungen

#### Werke mit Opuszahl
- Duo für Viola und Violoncello op. 46
- Sonate für Violine und Klavier in A Nr. 1 op. 57
- Sonate für Posaune und Klavier op. 59
- Sonate für Violine solo Nr. 1 op. 65
- Sonate für Violine und Klavier Nr. 4 op. 66
- Sonate Nr. 2 für Violine solo op. 67
- Sonate für Cembalo und Violine op. 69
- Sonate für Trompete und Klavier op. 69[11]
- Gitarrensonate op. 70
- Sonate für Viola und Klavier op. 70
- Sonate für Flöte und Cembalo op. 70[11]
- Sonate für Cembalo und Violine Nr. 2 op. 70
- Sonate für Violoncello solo op. 72
- Sonate für Horn und Klavier op. 72
- Sonate für Klarinette und Klavier op. 72
- Sonate für Fagott und Klavier op. 72
- Sonate für Violoncello und Klavier op. 73
- Sonate für Violine solo Nr. 3 op. 73
- Harfensonate op. 74
- Suite für Flöte, Violoncello und Cembalo op. 74 Nr. 2
- Suite für Flöte, Violoncello und Cembalo op. 74 Nr. 4
- Sonate für Violine solo Nr. 4 op. 74 Nr. 5
- Sonate für Violine solo Nr. 5 op. 74 Nr. 6
- Sonate für Flöte solo op. 75 Nr. 1
- Duo für Harfe und Viola op. 75 Nr. 4
- Suite für drei Violoncelli op. 75 Nr. 7
- Jubilation für Violine solo op. 76
- Sonate für Altsaxophon und Klavier op. 77
- Sonate Nr. 2 für Viola solo op. op. 81
- Sonate für Violoncello und Klavier op. 84

#### Werke ohne Opuszahl
- Zwei Bagatellen für vier gleiche Klarinetten, 1951 OCLC 13911159
- Canon für Flöte und Cello, 1952 OCLC 13833141
- Csardas aus der Fledermaus von Johann Strauss von James Adair für Violine und Klavier eingerichtet OCLC 124082891
- Polka für Flöte, Viola und Fagott OCLC 13833134
- Prelude and fugue for 24 violins OCLC 13768586
- Scherzo für Flöte, Viola und Fagott OCLC 13833126
- Sonate für Posaune (oder Fagott) und Klavier OCLC 124082891
- Sonate für Viola und Klavier
  - Transkription für Klarinette und Klavier
- Sonate für Violine und Klavier in A, Independent Music Publishers, New York, 1957. OCLC 13820317
- Trio für Violine, Viola and Violoncello OCLC 13768181
- Two Vesper-Pieces für Violine und Klavier OCLC 124082891
- 12 Streichquartette

### Vokalmusik
- Folk Song Settings: I Wonder as I Wander für Sopran, Bariton, Tenor und Orchester op. 41
- Sappho Triptych für Sopran und Gitarre op. 76

#### Chormusik
- Lullaby für vierstimmigen gemischten Chor OCLC 124082891
- Messe in A op. 66

#### Lieder
- Two songs for bass-baritone, Text: Charles Baudelaire I L'Avertisseur II Toute Entiere,  Independent Music Publishers, New York, 1957. OCLC 13911202